# Microdon lehri
Microdon lehri är en tvåvingeart som beskrevs av Mutin 1999. Microdon lehri ingår i släktet myrblomflugor, och familjen blomflugor. Inga underarter finns listade i Catalogue of Life.